# النبرگ
النبرگ (به آلمانی: Eulenberg) یک شهر در آلمان است که در راینلاند-فالتس واقع شده‌است.

## خصوصیات
النبرگ ۶۰ نفر جمعیت دارد.